# Zimowe Mistrzostwa Polski Seniorów w Lekkoatletyce 1946
8. Zimowe mistrzostwa Polski Seniorów w Lekkoatletyce – zawody sportowe, które rozegrano 2 i 3 marca 1946 w hali Wojewódzkiego Urzędu WF i PW w Olsztynie.
W pierwszych halowych mistrzostwach Polski po II wojnie światowej wzięło udział 48 zawodników, w tym kilka kobiet. Zawody odbywały się w trudnych warunkach. Bieżnia była gliniana, a zamiast pistoletu startowego używano wojskowego karabinu. Do Olsztyna nie przyjechali reprezentanci najsilniejszych wówczas ośrodków lekkoatletycznych Krakowa i Łodzi, natomiast wystąpiło kilku czołowych zawodników okresu przedwojennego: Maria Kwaśniewska, Genowefa Cejzikowa, Wanda Jasieńska, Witold Gerutto, Jan Staniszewski.
Z powodu braku uczestniczek nie odbyły się kobiece zawody w biegu na 500 m, skoku wzwyż i skoku w dal z miejsca

## Rezultaty

### Mężczyźni
| Konkurencja:      | 1. miejsce                                                                                    | Rezultat | 2. miejsce                                | Rezultat | 3. miejsce                           | Rezultat |
| Bieg na 60 m      | Marian Miłoszewski OSPB Modlin                                                                | 7,2      | Andrzej Pieńkowski BOS Warszawa           | 7,4      | Kazimierz Ładnowski Społem Olsztyn   | 7,8      |
| Bieg na 1000 m    | Jan Staniszewski Syrena Warszawa                                                              | 2:59,5   | Władysław Łapiński Skra Warszawa          | 3:01,5   | Jan Wenta Flota Gdańsk               | 3:04,0   |
| Bieg na 3000 m    | Jan Staniszewski Syrena Warszawa                                                              | 10:10,6  | Roman Czajkowski Orzeł Warszawa           | 10:15,0  | Roman Jańczyk Zjednoczeni Łódź       | 10:18,0  |
| Sztafeta 6 × 50 m | Społem Olsztyn Kazimierz Ładnowski Kazimierz Troicki Henryk Stankiewicz Leopold Szczerbicki ? | 42,8     | Gdańsk                                    | 44,00    | [ 6 ]                                |          |
| Skok wzwyż        | Witold Gerutto Syrena Warszawa                                                                | 1,70     | Jerzy Zwoliński BOS Warszawa              | 1,65     | Wacław Kuźmicki AZS Łódź             | 1,65     |
| Skok o tyczce     | Ryszard Groman Jagiellonia Białystok                                                          | 3,40     | Stanisław Borodziuk Jagiellonia Białystok | 3,30     | Zdzisław Leitgeber Warta Poznań      | 3,00     |
| Skok w dal        | Marian Miłoszewski OSPB Modlin                                                                | 6,25     | Ryszard Groman Jagiellonia Białystok      | 5,90     | Jan Damski BOP Gdańsk                | 5,89     |
| Trójskok          | Wacław Kuźmicki AZS Łódź                                                                      | 12,80    | Jan Damski BOP Gdańsk                     | 11,38    | Ryszard Groman Jagiellonia Białystok | 11,35    |
| Pchnięcie kulą    | Witold Gerutto Syrena Warszawa                                                                | 13,90    | Sławomir Zieleniewski Lechia Gdańsk       | 12,27    | Andrzej Pieńkowski BOS Warszawa      | 12,03    |

### Kobiety
| Konkurencja:   | 1. miejsce                     | Rezultat | 2. miejsce                       | Rezultat | 3. miejsce                       | Rezultat |
| Bieg na 60 m   | Maria Kwaśniewska AZS Warszawa | 9,1      | Maria Chełchowska Orzeł Warszawa | 9,7      | [ 7 ]                            |          |
| Skok w dal     | Maria Kwaśniewska AZS Warszawa | 4,39     | Maria Chełchowska Orzeł Warszawa | 3,91     | [ 7 ]                            |          |
| Pchnięcie kulą | Wanda Jasieńska Warta Poznań   | 11,11    | Maria Kwaśniewska AZS Warszawa   | 10,66    | Genowefa Cejzikowa Skra Warszawa | 10,49 PB |